# Sign Of The Hammer
Sign Of The Hammer — четвертий студійний альбом американської групи Manowar, який був випущений 15 жовтня 1984 року.

## Композиції
1. All Men Play on 10 – 4:01
2. Animals – 3:34
3. Thor (The Powerhead) – 5:23
4. Mountains – 7:39
5. Sign of the Hammer – 4:18
6. The Oath – 4:54
7. Thunderpick – 3:31
8. Guyana (Cult of the Damned) – 7:10